# Чуйское землетрясение
Чуйское землетрясение произошло на Алтае, недалеко от районного центра села Кош-Агач 27 сентября 2003 года в 18:33 (15:33 по московскому времени). Это третье по магнитуде среди всех землетрясений, произошедших в Российской Федерации в период с 1991 по 2022 годы и самое сильное из произошедших за этот период на континентальной территории страны (более сильные Симуширское и Нефтегорское землетрясения произошли в Тихом океане и острове Сахалин). За последующие сутки сейсмостанции зарегистрировали ещё около 140 сейсмических толчков (афтершоков) наиболее сильные из которых были отмечены в ночь на 28 сентября 2003 и утром 1 октября 2003 года. Количество жертв было минимальным (официально — не было вообще).

## Характеристики землетрясения

### Главный толчок
- Магнитуда главного толчка 7,3.
- Гипоцентр землетрясения находился на глубине 10 км.
- Координаты эпицентра — 50°08′ с. ш. 87°48′ в. д.HGЯO.
- Время сейсмического события — 11:33:26 UTC (18:33:26 местного времени)

### Наиболее сильные афтершоки
В скобках указано местное время (UTC+7)
- 27.09.2003 18:52:50 UTC (28.09.2003 01:52:50) — магнитуда 6,7
- 01.10.2003 01:03:28 UTC (01.10.2003 08:03:28) — магнитуда 7,0
- 01.10.2003 03:58:47 UTC (01.10.2003 10:58:46) — магнитуда 4,5
- 13.10.2003 05:26:40 UTC (13.10.2003 12:26:40) — магнитуда 5,0

### Новое землетрясение 15 февраля 2025 года
Спустя почти 22 года, 15 февраля 2025 года в 08:48:10 в области, непосредственно примыкающей к области очаговой активности Чуйского землетрясения произошел новый сильный толчок магнитудой 6,4 названный Бельтирским землетрясением, за которым последовали 70 афтершоков низкой магнитуды, вызывавшее в эпицентре сотрясение поверхности земли в 8 баллов по шкале MSK-64. От землетрясения пострадали населенные пункты Кош-Агачского, Улаганского и Онгудайского районов. Ощущалось землетрясение на всей территории Республики Алтай, Алтайского края, Тывы, Хакасии и, частично, Новосибирской и Кемеровской областей. По данным МЧС Республики погибших и серьезно пострадавших нет. Нет и серьезных разрушений. Однако во многих домах и социальных объектах есть повреждения штукатурки, печей, дымовых труб, окон и крыш.

## Последствия

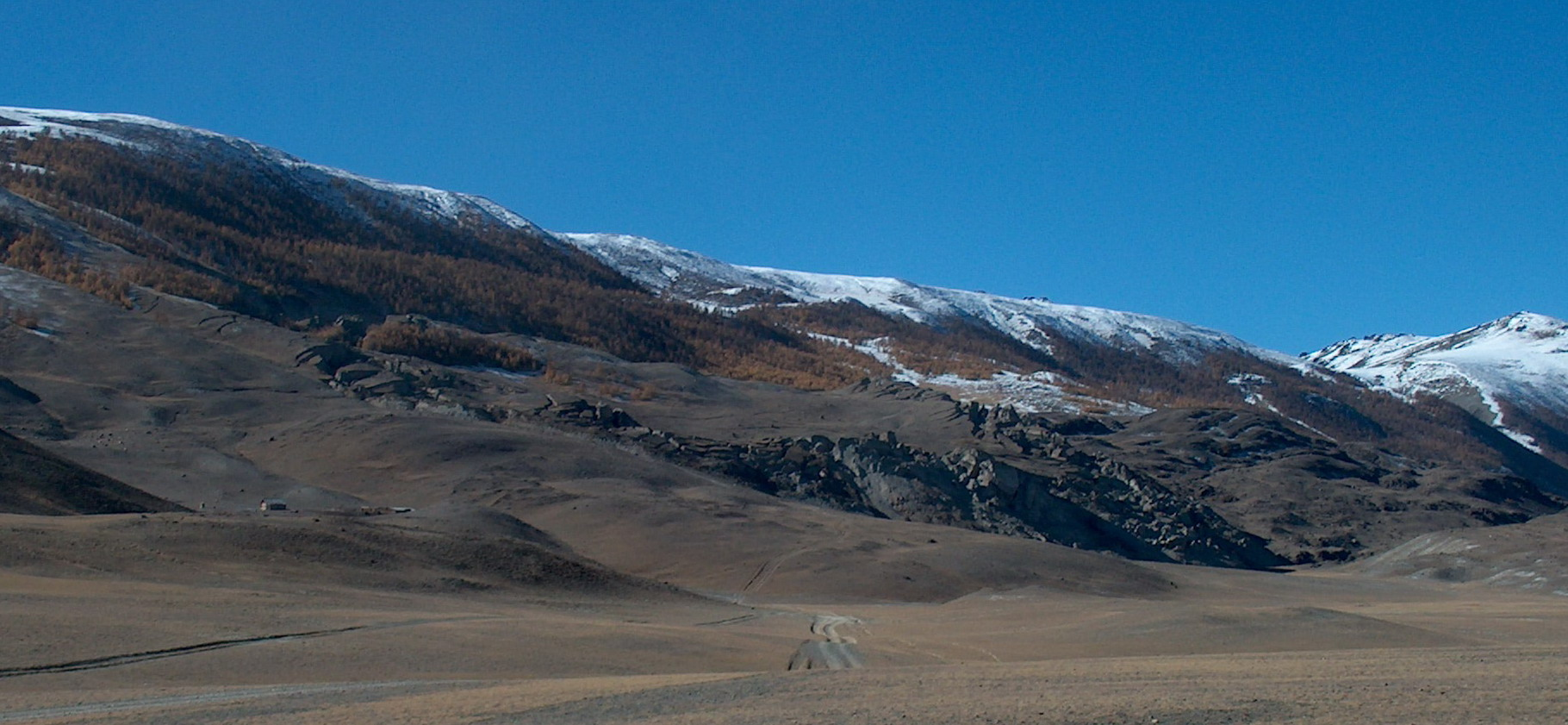
Фото сейсмогенного оползня в зоне Чуйского землетрясения

Землетрясение в зоне эпицентра вызвало сотрясения почвы более 10 баллов по шкале MSK-64. В зоне землетрясения произошли многочисленные оползни, обвалы, образовались зияющие трещины. В республике Алтай было повреждено 1889 жилых домов, в которых проживало более 7 000 человек, а также 25 школ, 16 больниц, 7 котельных. Практически полностью был разрушен поселок Бельтир.
Серьёзные повреждения получили дорожное полотно и инженерные сооружения Чуйского тракта.
В Алтайском крае землетрясение вызвало повреждения высотных сооружений: дымовых труб, водонапорных башен, опор линий электропередачи, часть из которых потребовали сноса или серьёзного ремонта.
Сведений о серьёзных разрушениях домов и других зданий в Алтайском крае нет. В то же время многие постройки в Алтайском крае получили трещины и небольшие смещения перекрытий и лестничных маршей, в зданиях осыпалась штукатурка.
Во время афтершока, произошедшего 1 октября, в Барнауле произошёл оползень берега реки Пивоварки.
В Бийске из-за сейсмических толчков произошло разрушение заземляющего фидера на распределительно-понизительной подстанции «Северо-Западная», в результате чего в электросети возник перекос фаз, что привело к массовому выходу из строя электроприборов в домах и в организациях. Кроме того, в течение 7 часов часть районов города оставалась без электричества. Было нарушено движение трамваев. Эти факторы ещё сильнее усугубили панику, охватившую город.
В Таштаголе лопнули стены одного панельного дома.
Землетрясение ощущалось на расстоянии более 1000 км от эпицентра. В частности, в Новосибирске интенсивность главного толчка достигала 4 баллов. Причем из-за интерференции сейсмических волн сила толчков первого удара в Новосибирске, удаленном почти на 700 км от эпицентра, была местами выше, чем в Бийске и Барнауле.
После землетрясения поселок Бельтир был отстроен на новом месте. Был повышен уровень сейсмической опасности для городов юга Западной Сибири: для Горно-Алтайска, Бийска и Белокурихи - до 9 баллов, Барнаула и Новосибирска - до 8 баллов.
В марте 2016 года в районе землетрясения зафиксирован ряд подземных толчков.

## Суеверия и домыслы
Коренные жители республики Алтай обвиняют в Чуйском землетрясения т. н. «Алтайскую принцессу», обнаруженную российскими археологами на плоскогорье Укок в районе границы с Китаем в 1993 году и до 2014 года хранившуюся в музее Института археологии и этнографии Сибирского отделения РАН, в Новосибирске.
По рассказам самих алтайцев (поселения возле Онгудая), землетрясение было «предсказано» животными за несколько часов до события — сначала собаками, потом лошадьми (хотя лошади могли испугаться воя собак). Многие коренные алтайцы покинули свои дома (их «трясёт» раз в 10 лет и они привыкли), и количество жертв было минимальным (официально — не было вообще). Но землетрясение было такой силы, что, по словам алтайцев, «горы менялись прямо на глазах» (происходили многочисленные оползни), а также «сильный гул стоял».